# 구슬 아이스크림

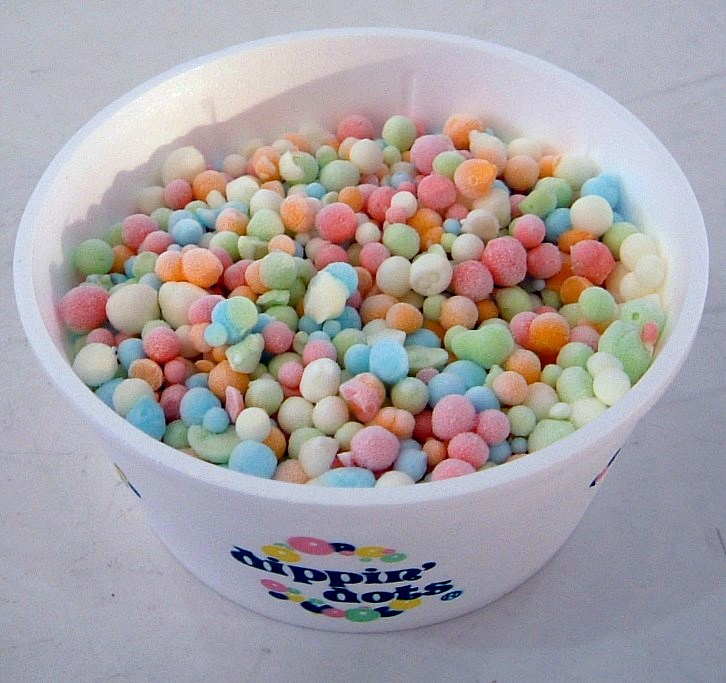
구슬 아이스크림

구슬 아이스크림은 구슬 모양의 아이스크림이다. 디핀다트(Dippin' Dots)가 원조지만 특허를 인정받지 못하여 미니멜츠 등의 여러 경쟁 제품이 있다.